# T’ae Chong-su
T’ae Chong-su (* 20. März 1936 in der Provinz Hamgyŏng-pukto) ist ein nordkoreanischer Politiker der Partei der Arbeit Koreas (PdAK), der unter anderem Kandidat des Politbüros des Zentralkomitees (ZK) der PdAK sowie Erster Sekretär der PdAK der Provinz Hamgyŏng-namdo ist.

## Leben
T’ae Chong-su absolvierte nach dem Besuch der Revolutionären Schule von Mangyŏngdae ein Studium an der Kim-Il-sung-Universität und wurde 1970 Erster Sekretär der PdAK der Provinz P’yŏngan-pukto, ehe er 1976 zum Direktor der Präzisionsmaschinenfabrik Huichon ernannt wurde. Auf dem VI. Parteitag der PdAK im Oktober 1980 wurde er zum Kandidaten des ZK gewählt und hielt am vierten Tag dieses Parteitages am 13. Oktober 1980 eine der Reden. In den 1980er Jahren diente er als Parteisekretär im Kabinettssekretariat sowie als Minister für Schiffbauindustrie, ehe er in den 1990er Jahren Erster Parteisekretär des Schwermaschinenbaukombinates Taean-gun wurde.
Am 17. Oktober 2007 wurde T’ae Chong-su zum stellvertretenden Vorsitzenden des Ministerrates und darüber hinaus im Juni 2009 erstmals zum Ersten Sekretär der PdAK der Provinz Hamgyŏng-namdo ernannt. In dieser Funktion nahm er an den regelmäßigen Inspektionsreisen von Kim Jong-il teil. Im Anschluss fungierte er zwischen Juni 2010 und 2012 als Mitglied des Sekretariats der PdAK sowie als Leiter der Abteilung für Allgemeine Angelegenheiten des ZK und gehörte im Mai sowie August 2010 zu den Mitgliedern der Delegation beim Staatsbesuch von Kim Jong-il in der Volksrepublik China.
2010 wurde er zum Mitglied des ZK der PdAK sowie Kandidaten des Politbüros des ZK gewählt. Als Mitglied des Sekretariats des ZK und Leiter der Allgemeinen Abteilung wurde er zugleich bestätigt und überwachte in dieser Funktion die Lieferung von Dokumenten und anderen verwaltungsmäßigen und logistischen Fragen innerhalb der zentralen Parteiorgane während der Zeit des Übergangs von Kim Jong-il zu Kim Jong-un. Des Weiteren gehörte er zu den ständigen Begleitern Kim Kong-ils bei Reisen, öffentlichen Auftritten sowie Inspektionsreisen.
Nach dem Tode Kim Jong-ils am 17. Dezember 2011 verblieb T’ae Chong-su Mitglied der zentralen Parteiführung, wenngleich sich die Häufigkeit seiner öffentlichen Auftritte verringerte. Im Juni 2012 erschien er in einer Berichterstattung des Staatlichen Fernsehens über die Rückkehr von Teilnehmern des Koreanischen Kinderverbandes im Hauptbahnhof von Hamhŭng nach der Rückkehr von Feierlichkeiten zum Gründungstag des Kinderverbandes in Pjöngjang, wobei er in dem Bericht wieder als Erster Sekretär der PdAK der Provinz Hamgyŏng-namdo bezeichnet wurde. Etwas später erschien er auch auf einem Bild mit dem neuen Parteivorsitzenden Kim Jong-un, wenngleich er nicht zur Gruppe der Funktionäre der Zentralen Parteiorganisation gehörte. Im September 2012 wurde er zusammen mit einem weiteren Sekretär der PdAK von Hamgyŏng-namdo wiederum vom Staatsfernsehen bei der Niederlegung eines Blumengestecks an einer Statue von Kim Jong-suk, der Mutter Kim Jong-ils und Großmutter Kim Jong-uns, gezeigt. Ende September 2012 saß er auf der Haupttribüne während der sechsten Sitzung der 12. Obersten Volksversammlung und nahm im Oktober 2012 an den Feierlichkeiten zum Gründungstag der Revolutionären Schule von Mangyŏngdae in Pjöngjang teil. Seine Funktion als Erster Sekretär der PdAK der Provinz Hamgyŏng-namdo wurde auch während einer Reise des Botschafters der Volksrepublik China in Nordkorea, Liu Hongcai, durch die Provinz bestätigt.